# Římskokatolická farnost Spytihněv
Římskokatolická farnost Spytihněv je územní společenství římských katolíků s farním kostelem Nanebevzetí Panny Marie v děkanátu Zlín.

## Historie farnosti
Za zakladatele obce je považován kníže Břetislav I. První ověřená písemná zmínka o obci pochází z roku 1131 (poslední výzkumy ukazují spíše na rok 1141). Jedná se o výpis majetku moravské církve, u příležitosti přenesení katedrálního kostela v Olomouci od sv. Petra k sv. Václavu. Z obsahu listiny vyplývá, že zde již tehdy stál kostel a Spytihněv patřila mezi šest arcijáhenství na Moravě. Zmíněný kostel zanikl zřejmě během 13. století. V následujících staletích byla obec během válečných událostí opakovaně zpustošena a vypálena. Současný farní kostel pochází z roku 1712.

## Duchovní správci
Farářem byl od července 2010 R. D. Mgr. Bohumil Kundl. Jako administrátor ho s platností od července 2018 vystřídal R. D. Mgr. Jiří Zámečník. Ten však od podzimu téhož roku začal studovat v Římě a novým administrátorem tak byl od října 2018 ustanoven farářem R. D. ThLic. Tomáš Káňa, Th.D., dosavadní kaplan v Jevíčku.

## Bohoslužby
| Kostel                  | Místo     | Bohoslužba (den)      | Hodina          | Poznámka     |
| ----------------------- | --------- | --------------------- | --------------- | ------------ |
| Nanebevzetí Panny Marie | Spytihněv | neděle čtvrtek sobota | 8.45 17.30 8.00 | farní kostel |

## Aktivity ve farnosti
Ve farnosti se pravidelně koná tříkrálová sbírka. V roce 2016 činil její výtěžek 55 760 korun. Při sbírce v roce 2018 se vybralo 55 651 korun.